# Scopula asparta
Scopula asparta là một loài bướm đêm trong họ Geometridae.